# モデナ駅
モデナ駅（Stazione di Modena）はイタリア•モデナの鉄道駅。

## 概要
モデナの中心に位置し、フェッロヴィーエ・デッロ・スタート（イタリア国鉄）傘下のトレニタリアが、ミラノやボローニャ、ローマなどとの間を結んでいる。
なお「レジョナーレ・ヴェローチェ」や「レッジョナーレ」などのローカル列車が中心で、「フレッチャアルジェント」や「フレッチャビアンカ」などの特急列車の停車数は少ない。

## 設備
駅構内にはクレジットカードの利用が可能な自動販売機の他に、有人の乗車券販売ブースもある。また売店やタクシー乗り場、バス停なども設けられている。